# Stazione di Pescosannita-Fragneto L'Abate
La stazione di Pescosannita-Fragneto L'Abate è una fermata ferroviaria sulla linea Benevento-Campobasso al servizio dei comuni di Pesco Sannita e Fragneto L'Abate, benché sita nel territorio comunale di Fragneto Monforte, in prossimità del confine con gli altri due comuni.

## Storia
La stazione, inaugurata il 12 febbraio 1882, si trova sulla ferrovia Benevento - Campobasso. Negli anni 1990 venne declassata a fermata. Prima della sospensione del regolare servizio viaggiatori sulla linea, avvenuta nel 2013, era servita da una sola coppia di treni al giorno.
La linea su cui è situata è stata nuovamente utilizzata dal 2017 per treni storici e/o turistici.

## Strutture e impianti
La stazione è composta da un fabbricato viaggiatori, a due piani e chiuso, e del singolo binario per il transito dei treni. Sono presenti il serbatoio dell'acqua che veniva utilizzato per le locomotive a vapore, l'edificio del vecchio scalo merci dismesso e il sedime di un secondo binario, ormai rimosso insieme ai tronchini dello scalo merci agli inizi degli anni novanta.

## Movimento
Nonostante la distanza dai centri abitati, in passato la stazione ha goduto di un buon traffico, sia passeggeri sia merci, che è andato in declino con la diffusione ed il predominio del trasporto su gomma.